# Isaurien

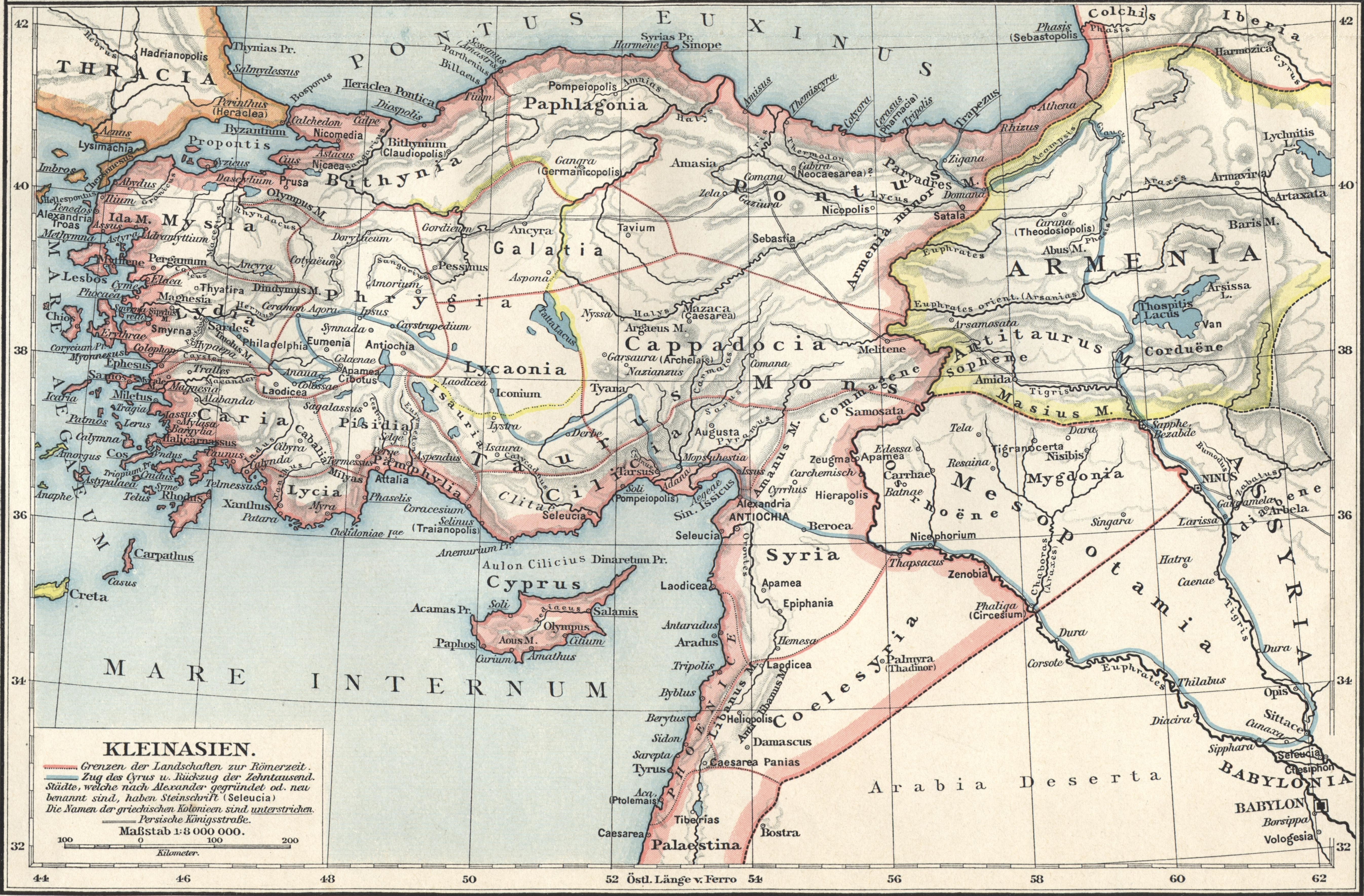
Kleinasien in der Antike

Isaurien war in der Antike und im frühen Mittelalter ein Gebiet im Inneren Kleinasiens mit ständig wechselnden Grenzen. 
Das Kernland des Gebietes lag nördlich des Taurus in der heutigen Zentraltürkei und grenzte unmittelbar südlich an Ikonion und Lystra. Die Ebene von Ikonion gehörte zu Lykaonien, Isaurien beginnt mit dem Hügelgelände. Seine beiden alten Städte Isaura Nea und Isaura Palaia lagen auf diesen Hügeln (Dorla) beziehungsweise auf der Wasserscheide Zengibar Kale.
Als Isaura Palaia, eine stark befestigte Stadt am Fuß des Taurus, von Perdikkas, einem der Nachfolger Alexanders des Großen, nach dessen Tod belagert wurde, setzten die Einwohner ihre Stadt lieber in Brand, als sich zu ergeben.

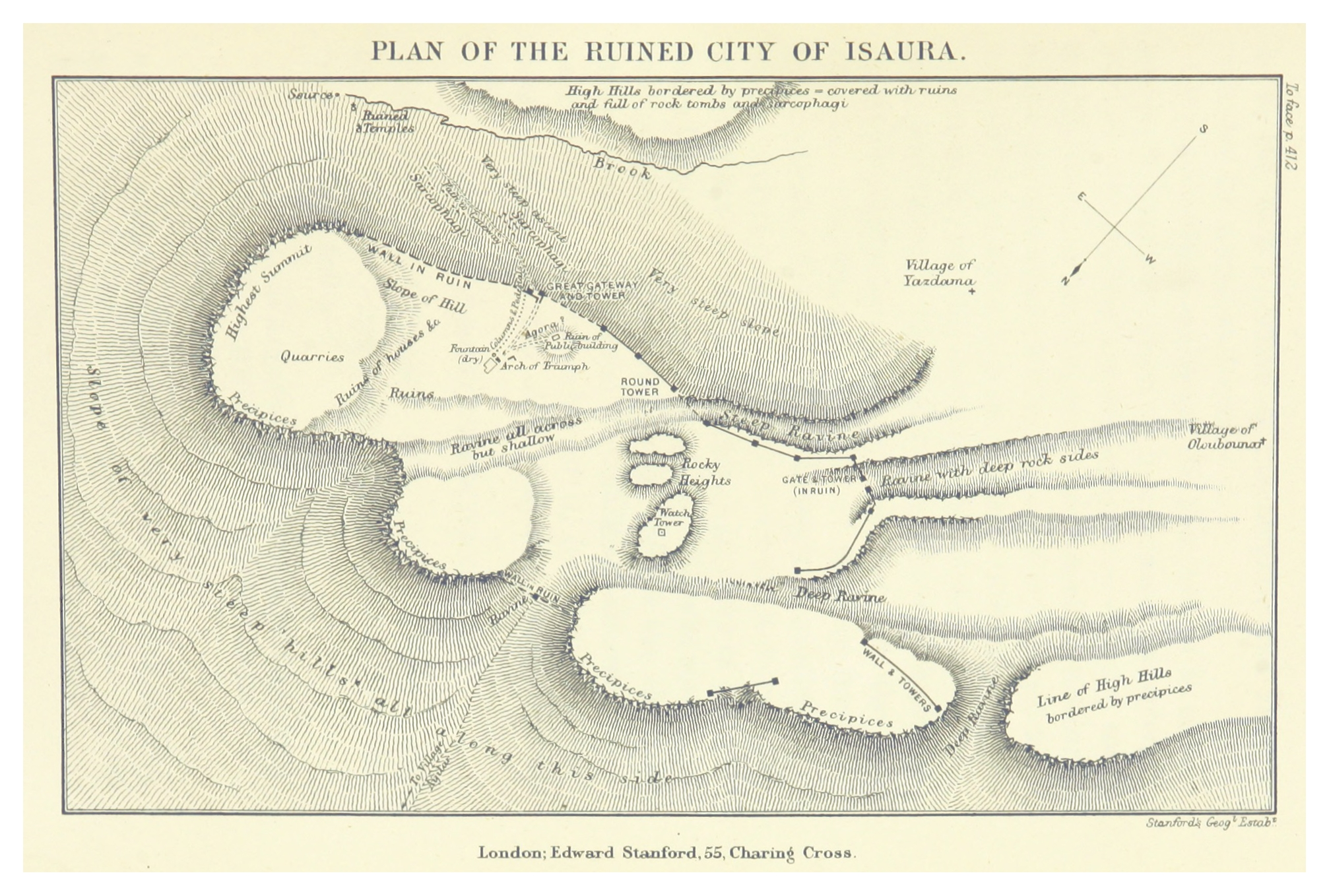
Plan der Ruinen von Isaura (Davis, 1879)

Als die Römer im frühen 1. Jahrhundert v. Chr. erstmals den Isauriern begegneten, betrachteten sie Kilikia Tracheia als Teil Isauriens, womit das Gebiet sich bis zum Meer hin erstreckte, eine Erweiterung des Begriffs, die zwei Jahrhunderte lang gültig blieb. Das gesamte Stromgebiet des Kalykadnos wurde als isaurisch bezeichnet, und die Städte im Tal seines südlichen Arms als isaurische Dekapolis. Am Ende des 3. Jahrhunderts wurde Kilikien zu Verwaltungszwecken vom Nordhang des Taurus abgetrennt; der Rest war nun die spätantike römische Provinz Isauria-Lycaonia, später nur noch Isauria, die sich bis an die Grenzen von Galatien erstreckt, aber den Taurus nach Süden hin nicht überstieg. Pisidien, das bis dahin teilweise zu Isaurien gehörte, wurde ebenfalls abgetrennt, wobei auch Ikonion eingeschlossen war. Als Kompensation erhielt Isaurien die östlichen Teile von Pamphylien. Mit diesen Reformen Kaiser Diokletians um die Wende zum 4. Jahrhundert wurde Isaurien somit wieder auf die Gegend um Isaura Palaia und Teilbereiche des Kalykadnos begrenzt.
Die Isaurier waren bereits 76–75 v. Chr. teilweise unter römische Herrschaft gelangt. Während des Kriegs der Kilikier und anderer Piraten gegen Rom nahmen die Isaurier so aktiv am Geschehen teil, dass es dem Prokonsul Publius Servilius Vatia nötig erschien, die gesamte Bevölkerung zu unterwerfen, wofür er 75 v. Chr. den Beinamen Isauricus erhielt. Aber erst Pompeius unterwarf die Seeräuber einige Jahre später endgültig. Die Isaurier wurden danach eine Zeit lang dem König Amyntas von Galatien unterstellt, es ist aber offensichtlich, dass sie ihre räuberischen Gewohnheiten und auch ihre Unabhängigkeit behielten (siehe Lydius). Im 3. Jahrhundert unterstützten sie den Kaiser Trebonianus Gallus im Bürgerkrieg. Ammianus Marcellinus beschreibt in seinem Geschichtswerk, das gegen Ende des 4. Jahrhunderts abgefasst wurde, dass viele Isaurier Mitte des 4. Jahrhunderts, wohl in den 350er Jahren, ihr Land verließen und einige Jahre lang plündernd die Küstenregion um Seleukeia verheerten.
Vor allem im 5. Jahrhundert bekleideten viele von den Quellen als Isaurier bezeichnete Männer wichtige Positionen in der oströmischen Armee. Das isaurische Bergland scheint damals nur nominell die römische Oberhoheit anerkannt zu haben, doch vor allem seit Kaiser Leo I. (457–474) wurde es offenbar neben dem Balkan zum bevorzugten Rekrutierungsraum der kaiserlichen Armee. Den Höhepunkt erreichte diese Entwicklung mit dem Isaurier Zeno, der selbst den Thron besteigen konnte (siehe Croke 2005); damals soll die Staatskasse den Isauriern sogar einen hohen jährlichen Tribut bezahlt haben. Sein Nachfolger Anastasius brach dann allerdings die Macht der Isaurier in einem sechs Jahre dauernden Bürgerkrieg (492–498). Es wird aber auch gesagt, dass sie erst in der Zeit des Kaisers Justinian wieder endgültig unterworfen wurden.
Dieses vergleichsweise obskure, zumindest im Hinterland kaum romanisierte Volk brachte nach der Überlieferung zwei oströmische bzw. byzantinische Kaiser hervor: Zunächst den bereits erwähnten Zeno (regierte 474–491), dessen Geburtsname angeblich Traskalisseos Rousoumbladeotes war, und später Leo den Isaurier, der den Thron 717 bestieg, bis 741 regierte und der Gründer einer Dynastie wurde, die drei Generationen lang herrschte – wo jedoch davon auszugehen ist, dass Leo in Wahrheit gar nicht aus Isaurien stammte, sondern aus Syrien.
Bis zur Ankunft der Seldschuken im 11. Jahrhundert verblieb Isaurien eine gewisse Unabhängigkeit. 
Das byzantinische Isaurien umfasste teilweise auch Zypern. Im 12. Jahrhundert war das Gebiet vor allem armenischen Übergriffen ausgesetzt, auch die lateinischen Fürsten von Antiochia versuchten, hier Fuß zu fassen.
Das Land enthält Ruinen von Städten und ihrer Befestigungsanlagen. Die Ruinen von Isaura Palaia sind vor allem wegen ihrer Lage bemerkenswert, aber auch ihrer Festung und ihrer Gräber. Die von Isaura Nea sind verschwunden, aber viele Inschriften und Reliefs, die in die Häuser von Dorla als Spolien verbaut sind, weisen auf den Ort hin. Er wurde schließlich von William M. Ramsay 1901 identifiziert. Auch vom Ort Adrasos blieben Ruinen erhalten.